# Grisette (Frau)

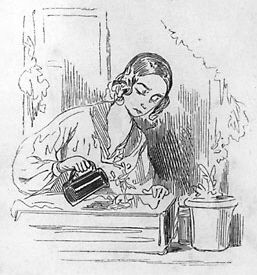
Zeichnung von Paul Gavarni in Louis Adrien Huart, Physiologie de la grisette, Paris 1841

Grisette bezeichnete in der französischen Literatur des 19. Jahrhunderts eine junge, unverheiratete Frau, meist aus der oberen Unterschicht, die sich selbständig als Putzmacherin, aber auch als Näherin (Midinette), Wäscherin oder Fabrikarbeiterin ihren Lebensunterhalt verdiente. Sie wohnte alleine, ohne Aufsicht ihrer Eltern, was in dieser Zeit als unkonventionell galt. Die Bezeichnung leitete sich ab von einem grauen, günstigen und strapazierfähigen Wollstoff namens Grisette, den Grisetten häufig als Kleid trugen und den sie sich auch von ihrem geringen Verdienst leisten konnten.
Mit dem Ausdruck wurde in Paris ein nicht ganz ehrbarer Lebenswandel verbunden. Manche Frauen, die als Geliebte von Studenten, Künstlern usw. im Quartier Latin mit ihren Liebhabern einige Zeit unverheiratet zusammenlebten, wurden als grisettes du Quartier latin bezeichnet. Die Grisette bildet literarisch das Gegenstück zum männlichen Bohémien, steht aber im Gegensatz zur Kokotte, der berufsmäßigen Prostituierten.
Zu den bekanntesten literarischen Grisette-Figuren gehören die Freundinnen Mimì und Musetta, Hauptfiguren in Puccinis Oper La Bohème. In der Operette Die lustige Witwe von Franz Lehár werden die abendlichen Vergnügungen der jungen Grisetten im Maxim’s beschrieben. Eine weitere typische Beschreibung der Pariser Grisette findet sich in der Darstellung der Rigolette in Eugène Sues Roman Geheimnisse von Paris oder in Victor Hugos Les Misérables. Grisetten spielen auch eine Rolle in Georg Büchners Schauspiel Dantons Tod als Rosalie, Adelaide und Marion.
In seinem Buch Der Einzige und sein Eigentum (1844) beklagt Max Stirner das Schicksal sexuell frustrierter junger Frauen und schließt den Absatz mit dem Ausruf „Eine freie Grisette gegen tausend in der Tugend grau gewordene Jungfern!“